# تپه روستای دوغان
تپه روستای دوغان مربوط به هزاره اول ق متری است و در شهرستان اهر، بخش مرکز ی، دهستان قشلاق، روستای دوغان واقع شده و این اثر در تاریخ ۱۵ دی ۱۳۸۷ با شمارهٔ ثبت ۲۳۹۴۳ به‌عنوان یکی از آثار ملی ایران به ثبت رسیده است.